# Log Cabin Republicans
Log Cabin Republicans (LCR) és una organització que treballa dins del Partit Republicà dels Estats Units per defensar la igualtat de drets de les persones LGBT als Estats Units. El 15 de febrer de 2013 la direcció va nomenar Gregory T. Angelo com a director executiu del grup.